# 独龙江玉山竹
独龙江玉山竹（学名：Yushanis farcticaulis）为禾本科玉山竹属下的一个种。